# Contisuyu

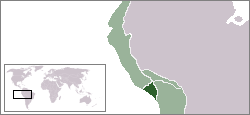
Ubicació del Contisuyo.

Estandarte del Contisuyo.

Contisuyu o Condesuyu (quítxua Kunti Suyu, regió de ponent) era un suyu de l'Imperi Inca al sud-oest del Cusco que arribava fins a la costa, comprenent part d'Ica i l'actual departament d'Arequipa.